# 海风 (鸡尾酒)
海风是一款由伏特加、蔓越莓汁和西柚汁制成并且经常在夏日饮用的鸡尾酒，海风也能以雪克杯摇盪使酒体上部出现泡沫。其同时是一款IBA官方鸡尾酒。
該款饮料遵循传统的調酒法则，即平衡烈性成分（酒）和溫性成分（果汁）以及甜度和酸度的关系。
湾风或夏威夷海风乃一變體，除了用菠萝汁代替西柚汁外，其余与海风制作方法一样。 它与鱈魚角（去掉柚子汁）和鹹狗（去掉蔓越莓汁，鑲有盐口）也有密切关系。

## 历史
这款鸡尾酒诞生于20世纪20年代末，但最初配方与今天配方不同，因为最初的“海风”中使用的是金酒和红石榴糖浆，并且当时正值禁酒时代接近尾声。在20世纪30年代，海风的配方是金酒、杏子白兰地、红石榴糖浆和柠檬汁。后来，海风的配方会包含伏特加、干苦艾酒、加利安奴力娇酒和蓝库拉索力娇酒。
20世纪30年代的蔓越莓种植者合作社发展成了优鲜沛（Ocean Spray），50年代时它们将蔓越莓汁推向市场。于是蔓越莓汁开始与酒精混合在一起，先是与金酒混合，后来又与伏特加混合。诞生了后来被称为科德角的鸡尾酒，后来又陆续创造了灰狗、咸狗、湾风、海风等后代产品，从20世纪60年代开始，这类鸡尾酒开始零星的出现在最受欢迎的十大混合饮料中。
根据一些人的说法，“海风”、“科德角”和“湾风”直到20世纪70年代才变得非常流行。这是因为在1959年，美国卫生部指出蔓越莓作物受到有毒除草剂的污染，使得蔓越莓产业重受打击。